# Vicky e i delfini
Vicky e i delfini (A Ring of Endless Light) è un film per la televisione trasmesso il 23 agosto 2002 negli Stati Uniti. È basato sul romanzo A Ring of Endless Light di Madeleine L'Engle.

## Trama
Durante una brutta estate in cui suo nonno sta morendo di leucemia, la quindicenne Vicky Austin tenta di distrarsi assistendo al lavoro che il giovane ricercatore Adam Eddington sta svolgendo su dei delfini. Col tempo, Vicky scopre di avere il dono di comunicare proprio con i delfini.

## Cast
- Mischa Barton - Vicky Austin
- Ryan Merriman - Adam Eddington
- Jared Padalecki - Zachary Gray
- Scarlett Pomers - Suzy Austin
- Soren Fulton - Rob Austin
- James Whitmore - Grandfather
- Theresa Wong - Dr. Zand
- Penny Everingham - Cecily